# Marie-Anne de Jésus
Marie-Anne de Jésus (Madrid, 1565-1624) est une religieuse mercédaire déchaussée. Béatifiée en 1783 par le pape Pie VI, elle a été choisie, conjointement à saint Isidore, comme patronne de la ville de Madrid. Sa mémoire se célèbre le 17 avril.

## Biographie

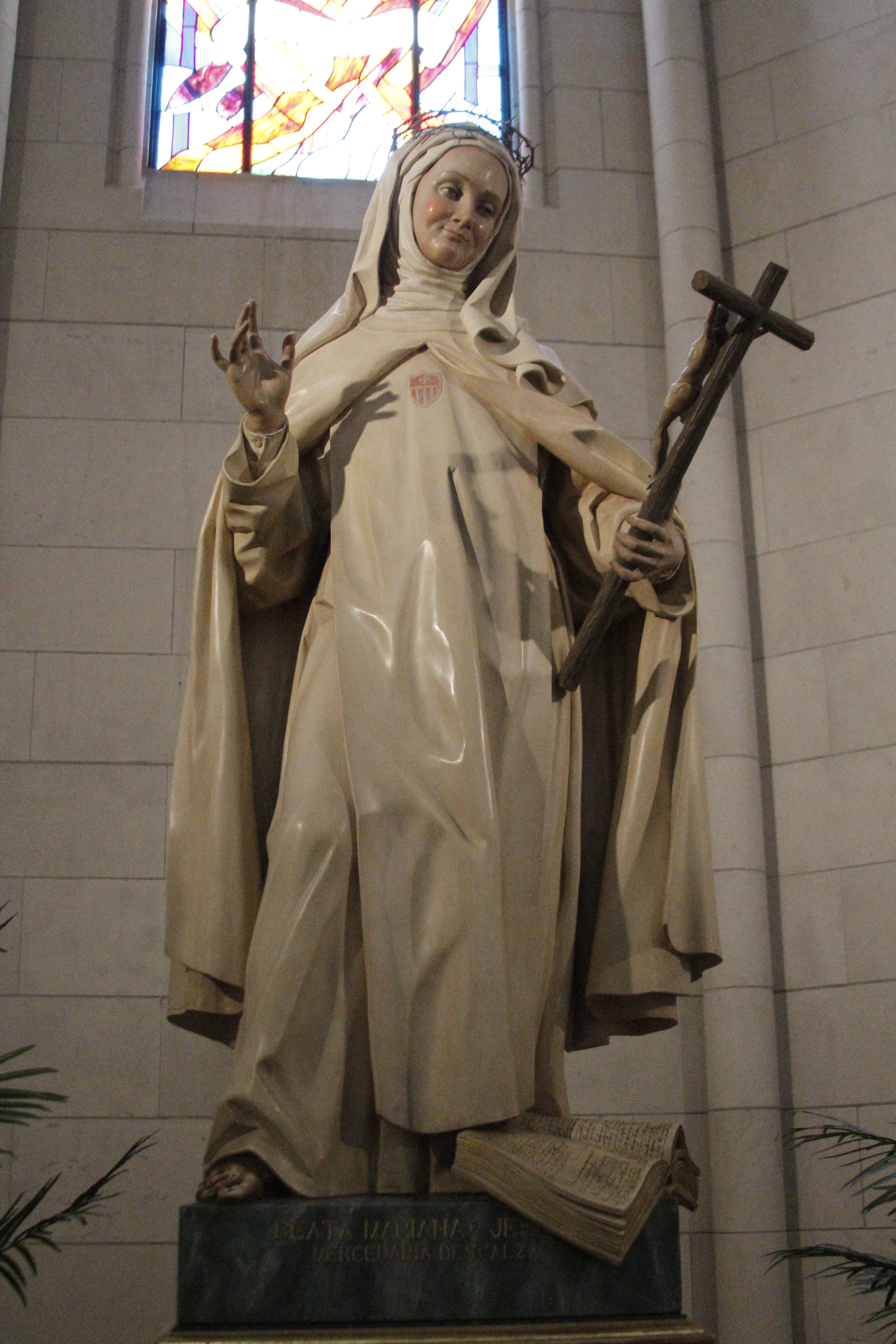
La bienheureuse Marie-Anne de Jésus.

Maria Ana Navarro de Guevara y Romero est née le 17 janvier 1565 à Madrid, dans une famille aisée, proche du milieu de la cour puisque son père, Luis Navarro, était l'un des pelletiers du roi Philippe II. En 1574, sa mère, Juana Romero, décède; son père se remarie mais la nouvelle épouse de celui-ci se révèle rapidement comme une marâtre. Mariana prendra en charge ses frères et sœurs, mais également les enfants nés du second mariage.
À vingt-deux ans, cette chrétienne pieuse et réfléchie est fiancée à un hidalgo (on lui a également prêté une idylle avec Lope de Vega), lorsqu'elle rompt ses fiançailles, se coupe la chevelure et se défigure volontairement. Elle opte ainsi pour un mode de vie pénitent, d'abord sous la guidance du franciscain Antonio del Espirito Santo. Comme elle va souvent se recueillir aux pieds de la Virgen de los Remedios, vénérée dans l'église Santa Barbara du couvent des mercédaires déchaussés, elle fait la connaissance du père Juan Bautista del Santissimo Sacramento (Juan Bautista Gonzalez), qui deviendra son directeur spirituel, de 1598 à sa mort.
Et parce que son mauvais état de santé lui interdit d'entrer en religion, elle se retire dans une petite maison, à deux pas du couvent mercédaire, pour y mener une vie de prière et de mortification. Admise comme tertiaire dans l'ordre de la Merci, elle reçoit l'habit des mains du maître général, Felipe Guimeran, avant de faire profession, le 20 mai 1614. Elle n'en continue pas moins à vivre chez elle, partageant son temps entre les œuvres de charité auprès des malades et des nécessiteux, et les expériences mystiques, dont elle fera un compte-rendu dans son autobiographie spirituelle.
Victime d'une pleurésie, elle décède à Madrid, le 17 avril 1624, et est ensevelie au couvent de Santa Barbara.

## Postérité

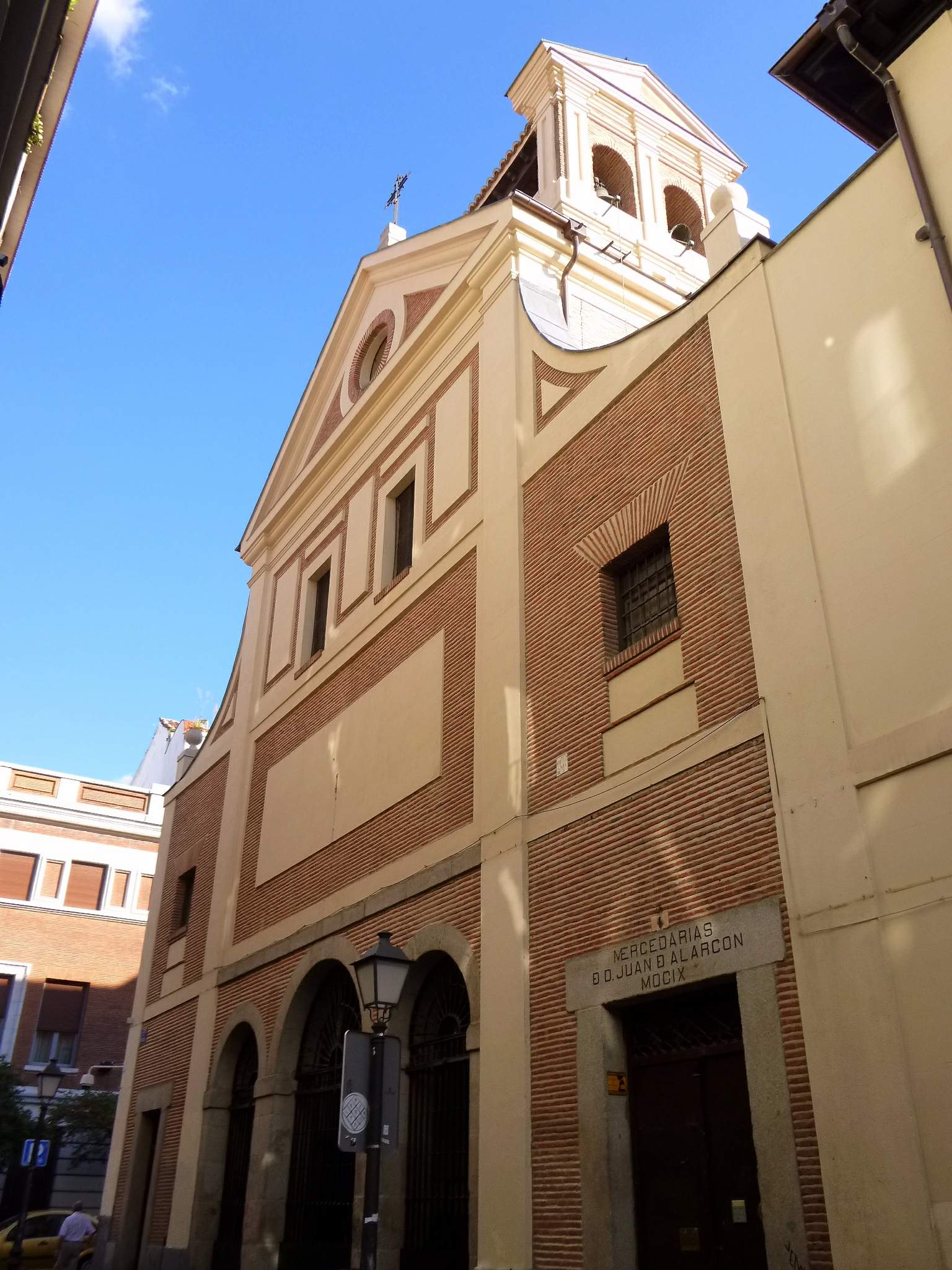
Église des mercédaires déchaussées de Madrid, où repose le corps de la sainte.

De son vivant, la population madrilène considérait Mariana comme une sainte et attribuait à son intercession une pluie providentielle qui s'était abattue en 1613 sur la capitale, mettant fin à une désastreuse sécheresse. À la mort de la religieuse, sa dépouille est exposée deux jours et demi durant, et le peintre Vicente Carducho prend l'empreinte du visage pour confectionner des masques mortuaires. Ardemment désiré par le peuple, la noblesse et le roi Philippe IV lui-même, le procès en béatification est entamé dès 1627.
À cette occasion, le 31 août, la sépulture est rouverte et le corps apparaît intact, frais et dégageant un léger parfum. Le même phénomène sera constaté à la reconnaissance du corps, en 1731 et 1735, ainsi qu'en 1924 et 1965. En plus de la guérison d'un certain Pedro Fernandez, cette absence de corruption est prise en compte dans le décret sur les miracles donné par le pape Pie VI au couvent des mercédaires déchaussés de San Janino, le 31 août 1782, soit quelques mois avant la béatification, solennellement proclamée le 18 janvier 1783.
Le conseil municipal de Madrid décide alors d'édifier une statue à la sainte, Puerta de Alcala, d'orner de son portrait la salle principale de l'hôtel de ville, et de la désigner comme patronne de la cité, conjointement à saint Isidore le Laboureur, à la canonisation duquel Mariana avait autrefois collaboré. Actuellement, depuis la destruction du couvent de Santa Barbara, le corps miraculeusement conservé repose chez les religieuses mercédaires déchaussées de Madrid, au couvent Nuestra Señora de la Concepción (dit couvent de Don Juan de Alarcón), dans un tombeau offert par la reine Isabelle II.

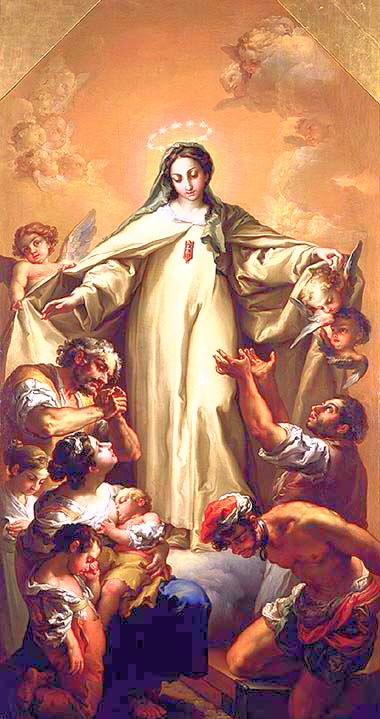
Entre extase et bienfaisance : Notre-Dame de la Merci.

## Spiritualité
Le directeur spirituel de Mariana s'est fait, dans son ordre, le promoteur d'une réforme déchaussée. Inauguré par Pierre d'Alcantara et amplifié par Thérèse d'Avila, ce type de réforme a gagné la plupart des ordres mendiants durant le siècle d'or espagnol. Il se définit comme un retour à la stricte observance des règles monastiques, et vise une intériorisation de la foi, conçue comme relation mystique de l'individu à Dieu, à travers une grande austérité matérielle et un intense recueillement spirituel. Dans l'esprit de la Contre-Réforme, l'accent est mis sur les dévotions affectives : Mariana vénère le Saint-Sacrement et la Vierge Marie ; sur les vertus dites passives : Mariana consacre des écrits à l'humilité ; mais aussi sur l'analyse des expériences contemplatives : c'est pourquoi le père Juan Bautista ordonne à sa dirigée de rédiger une autobiographie.
Plus que de réels dons littéraires, les compositions de la sainte révèlent une doctrine spirituelle solide et une personnalité attachante, dont l'impact apostolique semble d'ailleurs avoir été déterminant sur la société de son temps.

#### Œuvres
- Autobiografia
- Sentencias espirituales ou Poema a las virtudes
- Tercetos a la humildad

#### Études
- (es) Juan de la Presentación, La corona de Madrid, Madrid, 1673.
- (es) E. Gomez Dominguez, La madre Mariana. Aportaciones a la biografia de una madrileña, Madrid, 1965
- E. Gomez Dominguez, Marie-Anne de Jésus (bienheureuse), p. 540-541, in Dictionnaire de spiritualité ascétique et mystique, tome X, Paris, Beauchesne, 1980.